# 다리어
다리어 (/ˈdɑːri, ˈdæ-/; 자칭 이름: 다리어: دری d̪ɐˈɾiː) 또는 다리 페르시아어(다리어: فارسی دری, Fārsī-yi Darī, fʌːɾˈsiːjɪ d̪ɐˈɾiː 또는 Fārsī-ye Darī, fʌːɾˈsiːjɛ d̪ɐˈɾiː) 또는 동부 페르시아어(Eastern Persian) 혹은 페르시아어 (فارسی, Fārsī, [fɒːɾsiːˈ])는 아프가니스탄에서 사용되는 각종 페르시아어 방언을 일컫는 정치적 명칭이다. 다리어라는 표현은 1963년 이래로 아프가니스탄 정부에 의해 아프가니스탄에서 사용되는 페르시아어를 부르는 명칭으로 사용되고 있다. 많은 서구 출처에서는 아프간 페르시아어로도 불리나, 이러한 명칭에는 논란의 여지가 있다.
아프가니스탄의 헌법에 적혀있듯이, 다리어는 아프가니스탄의 두 공용어 중 하나이다; 나머지 하나는 파슈토어이다. 다리어는 아프가니스탄에서 제일 많이 사용되는 언어이고 인구의 27~50%의 모국어이다. 하지만 다리 페르시아어는 아프가니스탄의 링구아 프랑카이며 인구의 약 80%가 구사할 수 있다. 이란 페르시아어와 다리 페르시아어는 상호 소통이 가능하며, 차이점은 대체적으로 단어와 음운에 있다. 이란 페르시아어 뿐만 아니라, 타지키스탄의 타지크어 하고도 상호 소통이 가능하다.
초기 신페르시아와 같이, 다리 페르시아어는 이란 페르시아어나 타지크어와 같이 사산 제국 (224-651 CE)에서 사용된 중기 페르시아의 연장선에 있으며, 중기 페르시아어는 아케메네스 제국 (550-330 BCE)에서 사용된 고대 페르시아어의 연장선 상에 있다. 역사적으로, 다리어는 사산 제국의 왕실 언어를 일컫는다.

## 명칭
다리어는 10세기 이래로 신페르시아어에게 주어진 이름이다. 아랍어와 페르시아어 문헌들에서 이러한 기록들을 찾을 수 있다. ( Al-estkhri, Al-Muqaddasi, Ibn hawqal 등 참조)
1964년 이래로 아프가니스탄에서 사용되는 페르시아어의 명칭이 되었다. 아프가니스탄에서, 다리어는 행정, 정부부처, 라디오, 텔레비전, 그리고 기타 매체에서 사용되는 현대 표준 페르시아어를 일컫는 명칭으로 사용된다. 다리어 모국어 화자들은 이 언어를 일반적으로 Farsi (فارسی; "페르시아어")로 일컫기 때문에, 서방에서는 흔히 "아프간 페르시아어"로도 불리는 경우가 있다.
다리어 라는 명칭의 유래에 관해서는 다양한 의견들이 있다. 다수설은 다리어는 페르시아어 단어 dar 혹은 darbār (دربار) "궁정"이라는 단어에서 나왔다고 한다. 이는 사산 제국에서의 공용어였기 때문으로 보인다. 다리 라는 단어의 본래 의미는 이븐 알-무까파에 의해 전해진다 ( Al-Fehrest에서 이븐 알-나딤에 의해 인용되었음). 그에 따르면, "파르시는 사제, 학자와 같은 이들이 사용한 언어이며 파르스 지방의 언어이다." 이 언어는 중기 페르시아어를 일컫는 것이다. 다리어에 관해서는, 그는 "마더'엔의 도시들의 언어이다; 이 언어는 왕의 궁정에 있는 자들이 주로 구사한다. 이 언어의 이름은 보통 궁정에 드나드는 것과 연관이 있다. 호라산과 그 이동 에서는, 발흐의 인민들이 구사하는 언어가 지배적이다." 라고 한다.
아프가니스탄에서 구사되는 다리어는 이란에서 다리어 또는 가브리어 라고 불리는 언어와 다르다. 이란의 다리어 또는 가브리어 라고 불리는 언어는 일부 조로아스터교 공동체에서 사용되는 중부 이란계 언어이다.

## 역사
다리어는 사산 제국에서 사용된 중기 페르시아어에서부터 시작된다. 흔히, 이란의 언어들은 고대, 중세, 그리고 신 (현대)의 세가지 시기로 나뉜다. 이러한 구분법은 이란 역사의 세가지 시기에 해당한다, 고대는 아케메네스 시대 이전부터 아케메네스 시대 직후를 일컫는다 (~300 BCE), 중세는 그 다음 기간인 사산 제국과 그 이후의 일부 기간을 일컫는다, 그리고 신(현대) 시기는 그 이후의 시기부터 현재까지를 아우른다.
하지만 흔히 유럽에서 처음으로 다리어를 데리 라고 부른것은 옥스포드의 토마스 하이드가 Historia religionis veterum Persarum (1700)에 언급한것을 시초로 본다.
다리 또는 데리는 두가지 의미를 가진다:
- 왕궁의 언어

"Zebani Dari(Zeban i Deri 혹은 Zaban i Dari = 다리어), 혹은 왕궁의 언어, 그리고 큰 틀에서 페르시아의 방언중 하나 (..)"
- 다리, 가끔 아라키-방식 이라고도 불리는, 루다키에서 자미로 이어지는 시의 한 종류. 1500년경 티무르 제국 치하의 헤라트 지방에서 페르시아어 사용자들에 의해 시작되었으며, 무굴 제국의 인도계 시인들이 인도식 음율에 따라 만든 페르시아어 시를 일컫는다. 예를 들면 베딜 이나 무함마드 이크발등은 이러한 아라키-방식으로 유명세를 탔다. 이크발은 두가지 문학과 시의 종류를 모두 좋아했다, 그는 이러한 글을 남겼다:

گرچہ هندی در عذوبت شکر است 1
Garče Hendī dar uzūbat2 šakkar ast
طرز گفتار دری شیرین تر است
tarz-e goftār-e Darī šīrīn tar ast
문학과 시에 맞춘 번역: 듣기에 힌디어는 설탕이지만
다리어 (페르시아어)의 리듬은 더욱 달다 
Qandi Parsi 혹은 [Ghand e Parsi] (파르시의 돌사탕)은 페르시아어와 페르시아 시에 대한 은유법이다.
- 원어 베이 이크발: 힌디: 데바나가리 문자로 힌디 = 페르소-아랍 문자의 우르두
- عذب는 uzūbat 혹은 ozubat의 형용사 형이다. 한국어: 지복 또는 큰 기쁨, 풍미 혹은 달콤함. 언어, 문학, 혹은 시에서 uzubat은 듣기 좋은, 멜로디, 혹은 음조를 의미한다.

이 시는 14세기 페르시아 시인인 하페즈의 시에 대한 이크발의 회답적 성격을 가지고 있다:
شکرشکن شوند همه طوطیان هند
Šakkar-šakan šawand hama tūtīyān-e Hend
زین قند پارسی که به بنگاله می‌رود
zīn qand-e Pārsī ke ba Bangāla mē-rawad
한국어 번역:
인도의 모든 앵무새들은 설탕을 깨네
뱅골로 가는 이 페르시아 사탕을 통해서
페르시아어는 동 이란어군에 속하는 중앙아시아의 언어들을 완전히 교체하였다. 페르가나, 사마르칸드, 부하라는 사만 왕조 시대부터 원래 호라즘 또는 소그드에서 다리화 되기 시작하였다. 다리 페르시아어는 이슬람-아랍 통치시기에 아랍 정복의 일부분으로 옥수스강 부근 지역, 아프가니스탄, 호라산으로 퍼졌다. 페르시아어 필기에 사용되던 팔라비 문자를 아랍 문자로 전환한 것은 9세기 호라산에서 타히르 토후국 시대의 일이다. 다리 페르시아어의 전파는 박트리아어, 호라즘어와 같은 동 이란어군 언어들을 멸종시켰으며 소수의 소그드인의 후예인 야그노비인들에게만 남게 되었으며, 이들은 현재 중앙아시아의 페르시아어 화자인 타지크인이 되었다. 아랍-이슬람 군대가 중앙아시아를 침공할 당시에 사산 제국과 같이 지역들을 통치했던 페르시아인들이 존재했기 때문에 사만 왕조 시대에 페르시아어는 중앙아시아에 뿌리깊게 자리매김했다. 페르시아어는 소그드어 또한 밀어냈으며, 이슬람의 도래 이후 해당 지역의 공용어였던 소그드어의 지위는 페르시아어가 계승하게 된다.
페르시아어는 1700년대 중반까지 행정과 외교의 주류 언어였다. 그 이후로는 산업화하는 유럽의 각국에 비해 페르시아의 국력은 줄어들었다. (해당 유럽 국가들은 페르시아어가 사용되는 지역에 제국주의적 정책을 펼치고 있었다.)

## 지리적 분포
다리어는 아프가니스탄의 공용어 2개 중 하나이다. 다른 하나는 파슈토어이다. 실생활에서, 다양한 민족간의 링구아 프랑카로 사용된다.
다리는 아프가니스탄의 인구중 25%~80%의 모국어로서 주 언어로 사용된다. 인구의 약 27%~50%를 차지는 타지크인이 주 화자이다. 그 뒤를 잇는 건 하자라인 (9%), 아이마크인 (4%)이다. 타지크족과 하자라인이 주류인 지방에서 거주하는 파슈툰인 또한 다리어를 주 언어로 사용한다. 월드 팩트북에 따르면 아프가니스탄 인구의 80%가 다리어를 구사한다고 한다. 이란과 파키스탄에 거주하는 약 2,500,000명의 아프간인들 또한 주 언어로 다리어를 사용한다.
다리어는 아프가니스탄의 북부, 서부, 중부 지역에서 지배적이다. 마자르이샤리프, 헤라트, 파이자바드, 판지시르, 바미얀, 아프가니스탄의 수도인 카불 등 다양한 민족이 거주하는 대도시에서도 다리어가 주 언어로 사용된다. 다리어를 사용하는 공동체는 동부와 남서부의 파슈툰인 주류 지역에도 존재한다. 이러한 지역들에는 가즈니, 파라, 자란지, 라쉬카르 가, 칸다하르, 가르데즈 등이 있다.

## 문화적 영향력
다리어는 우르두어, 힌디어, 펀자브어, 벵골어 등 기타 아시아 언어에 페르시아어 차용어를 들여오는게 큰 역할을 했다. 다리어는 페르시아화된 무굴 제국의 행정, 공적, 문화적 언어였으며, 수 세기동안 남아시아 아대륙에서 링구아 프랑카의 역할을 했다. 보통 아프가니스탄에 본거지를 둔 이러한 튀르크계 중앙 아시아 정복자들은 언어를 남아시아로 들여왔다. 이러한 페르시아어의 단어를 남아시아로 가져오는 기반은 초기부터 잘 다져졌는데, 이는 다양한 페르시아화된 중앙 아시아 튀르크 왕조와 아프간 왕조 때문이다. 영어와 우르두어의 앵글로-인도 차용어의 큰 페르시아어 규모는 다리어의 발음에도 영항을 준다. 예를 들면, dopiaza와 pyjama 라는 단어는 다리어 발음을 기준으로 차용된 것이다; 이란 페르시아어에서는 각각 do-piyāzeh 와 pey-jāmeh.로 발음된다. 페르시아어 어휘소와 특정 형태학적 요소들 (예: 에저페) 등은 흔히 정치, 문화적 요소, 사상 등 남아시아 지역에서 신조어를 만드는데 사용된다. 다리어는 아프간 문화와 대인관계를 반영하는 다양하고 다채로운 표현들을 가지고 있다.

## 이란 페르시아어와 다리 페르시아어의 차이
이란 페르시아어와 다리 페르시아어 사이엔 음운, 어휘, 형태학상의 차이점이 있다. 문어체에서 두 언어는 지역적 속담 등을 제외하고 큰 차이점은 존재하지 않는다.

### 음운의 차이
수도인 테헤란을 기준으로 하는 표준 이란 페르시아어와, 수도인 카불의 방언을 기준으로 하는 다리 페르시아어 차이는 아래와 같다:
1. majhul 모음으로 불리는 /eː, iː/ 와 /oː, uː/ 모음이 이란 페르시아어에서 각각 /iː/ 와 /uː/ 음가로 실현된다. 다리 페르시아어에서 이 차이점은 여전히 유효하다. 예를 들자면 표기법으로 차이가 나지 않는 단어 شیر '사자' '우유'는 이란 페르시아어에서 동일하게 /ʃiːr/로 발음된다. 하지만 다리 페르시아어에선 '사자'는 /ʃeːr/, '우유'는 /ʃiːr/로 발음된다. زود '빠르다', زور '깅하다'의 장모음은 이란 페르시아어에서 /uː/로 발음된다. 하지만 다리 페르시아어 화자는 이를 각각 /zuːd/ 와 /zoːr/로 발음한다.
2. 초기 근세 페르시아어의 이중모음 "aw" (아우) 와 "ay" (아이),는 이란 페르시아어에서 각각 [ow] 와 [ej]로 발음된다. 다리어는 더욱 보수적이다. 예를 들자면 페르시아 문화권의 신년인 نوروز는 이란 페르시아어에서 /nowruːz/ 라고 발음되며 다리 페르시아어로는 /nawroːz/로 발음된다. نخیر '아니다'는 이란 페르시아어에서 /naχejr/ 로 발음되며 다리 페르시아어로는 /naχajr/로 발음된다. 구어체 이란 페르시아어에서 [ow]는 흔히 [o] 음가로 변형되며, /u/단모음과 결합된다 (밑 참조). 이러한 현상은 다리 페르시아어에서 일어나지 않는다.
3. 고 단모음 /i/ 와 /u/는 이란 페르시아어에서 [e] 와 [o] 로 낮아진다. 다리 페르시아어에서는 고모음과 저모음의 이음이 동시에 존재할 수 있다.
4. 순음 (و)의 발음은 이란 페르시아어에서 유성순치마찰음 [v]로 발음된다, 하지만 다리 페르시아어에서는 여전히 (고전적인) 양순음 [w]로 발음된다; [v]는 다리 페르시아어에서 유성음 전의 [f]의 이음으로 사용되며 몇몇 경우엔 [β]와 함께 /b/의 다른 형태로도 볼 수 있다.
5. 유성 구개수 파열음 [ɢ] (ق) 과 유성 연구개 마찰음 [ɣ] (غ)이 이란 페르시아어에서 합쳐지는 현상은 아제리어나 튀르크멘어의 영향으로 인해서 일어난것으로 추정된다. 이러한 현상은 다리어에는 존재하지 않는다.
6. 단어의 끝에 오는 'a' 소리  (ه-)는 이란 페르시아어에서 [e]로 발음된다.
7. 단어 끝이 아닌 위치에 오는 'a' 소리는 이란 페르시아어에서 [æ]로 발음된다,
8. 단어 끝 위치에 오는 [a] 와 [e]는 다리 페르시아어에서 별도로 간주된다, 하지만 [e]는 이란 페르시아어에서 /æ/의 단어 끝 형태의 이음이다.

## 같이 보기
- 페르시아어
- 이란 페르시아어
- 타지크어
- 하자라어
- 망고 랭귀지
- 언어 자율 학습 프로그램 목록
- 조로아스터교 다리어